# 小康斯坦丁尼夫卡
48°26′17″N 38°54′27″E / 48.43806°N 38.90750°E
小康斯坦丁尼夫卡（烏克蘭語：Малокостянтинівка）是位於烏克蘭東部的村莊，由盧甘斯克州阿爾切夫斯克區的阿爾切夫斯克市鎮負責管轄。該村始建於1927年，面積0.57平方公里，海拔高度128米，2001年人口298，人口密度每平方公里527.4人。